# Tawasa
Tawasa, pleme američkih Indijanaca koje je govorilo Timuquanan jezikom. De Soto ih 1540. nalazi blizu današnjeg Montgomeryja u Alabami. Negdje 1705. napadaju ih Creek i Alabama Indijanci pa se sklanjaju blizu francuske utvrde kod današnjeg Mobilea. Obližnji Pascagoula Indijanci 1707. započinju ratne pripreme protiv njih no uz intervenciju Sieur de Bienvillea sklopljen je mir. Nešto kasnije (1717.) oni se vraćaju natrag u Alabamu na mjesto blizu Montgomery gdje ih je prvi put susreo De Soto.
Swanton ih je 1706-07 locirao u zapadnoj Floridi kod mjesta gdje se spajaju rijeke Chattahoochee i Flint,a kao njehovo selo navodi Autauga na Autauga Creeku u okrugu Autauga.
Godine 1763. polovica plemena preseljena je u Louisianu i konačno u okrug Polk u Teksas s Alabama Indijancima. Po ugovoru u Fort Jacksonu, 1814., odlaze na Creek-teritorij gdje ostaju sve do migracije preko Mississippija.
Populacija Tawasa procijenjena je na 200 (1700.), 150 (1760.); 200 (1800.); 321 (1832.). Danas se vode kao nestali.